# Paisaje protegido Paso Centurión y Sierra de Ríos
El paisaje protegido Paso Centurión y Sierra de Ríos (más conocido como Paso Centurión) es un paisaje protegido de Uruguay, localizado al noreste del departamento de Cerro Largo junto a la frontera con Brasil. Desde 2019 integra el Sistema Nacional de Áreas Protegidas (SNAP) dentro de la categoría de Paisaje Protegido de acuerdo al Decreto n.º 198/2019.

## Características
El Paisaje Protegido, que forma parte del sistema de las Sierras del Este, se destaca por una diversidad de ambientes representativos del Uruguay como las sierras y quebradas, colinas, lomadas y altiplanicies que dan origen a distintas comunidades vegetales de elevada naturalidad.
Comparte la belleza de los paisajes fronterizos debido a la influencia de la Mata Atlántica y Selva Paranaense con características de selva subtropical.
A nivel de pastizales naturales, la principal característica es que están constituidos por una gran heterogeneidad de especies, tanto invernales como estivales, de ciclo anual o perenne y de diferentes hábitos de crecimiento, lo que les confiere elevada sustentabilidad ambiental, económica y social así como una destacada resiliencia frente al cambio climático. En comunión con estos campos naturales se desarrollan en el área actividades ganaderas de forma tal que han mantenido el lugar con una elevada naturalidad y son parte del patrimonio cultural que se destaca en el área.

## Fauna y flora
Se identifican 18 especies de mamíferos, algunas  no están en ningún otra área protegida del Snap, con presencia de aquellas únicas -incluso para el país- como las aves Chiripepé cabeza verde y el Yacutoro (Pyroderus scutatus) o los registros más recientes de mamíferos como Paca, Cuica de agua o Yapok, Yaguarundí (Puma yagouaroundi) y el Aguara guazú (Chrysocyon brachyurus).
En cuanto a la vegetación, se registraron hasta la fecha al menos 15 especies con registros únicos para el país, como por ejemplo unos pocos ejemplas de la Araucaria angustifolia, hallazgos que van en aumento a medida que se incrementan los estudios en la zona.